# Пирсон (Ајова)
Пирсон (енгл. Pierson) град је у америчкој савезној држави Ајова. По попису становништва из 2010. у њему је живело 366 становника.

## Демографија
Према попису становништва из 2010. у граду је живело 366 становника, што је -5 (-1.3%) становника више него 2000. године.
| Група             | 2000.       | 2010.       |
| Белци             | 364 (98,1%) | 345 (94,3%) |
| Афроамериканци    | 0 (0,0%)    | 3 (0,8%)    |
| Азијати           | 1 (0,3%)    | 2 (0,5%)    |
| Хиспаноамериканци | 2 (0,5%)    | 4 (1,1%)    |
| Укупно            | 371         | 366         |